# Damià Viader
Damià Viader Masdeu (Barcelona, España; 19 de febrero de 1998) es un futbolista español. Juega de defensa.

## Trayectoria
Con paso por las inferiores del Barcelona y el Girona, Viader comenzó su carrera como senior en el CE Europa en la Tercera División de España 2017-18.

### Estados Unidos
Después de pasar un año en la tercera división, se mudó a los Estados Unidos para continuar su carrera en el fútbol universitario, jugando para los Barton Cougars y más tarde para los Iowa Western Reivers.
De cara a la temporada 2020, el defensor fichó por el Union Omaha de la USL League One. Formó parte del plantel campeón de la temporada 2021, y fue nombrado defensor del año.
Tras dos años en Omaha, Viader firmó con el Sacramento Republic FC de la USL Championship en marzo de 2022.

## Estadísticas
Actualizado al último partido disputado el 10 de junio de 2023.
| Club                               | Div.          | Temporada     | Liga  | Liga  | Copas nacionales | Copas nacionales | Copas internacionales | Copas internacionales | Total | Total |
| Club                               | Div.          | Temporada     | Part. | Goles | Part.            | Goles            | Part.                 | Goles                 | Part. | Goles |
| ---------------------------------- | ------------- | ------------- | ----- | ----- | ---------------- | ---------------- | --------------------- | --------------------- | ----- | ----- |
| Union Omaha Estados Unidos         | 3.ª           | 2020          | 13    | 1     | 0                | 0                | —                     | —                     | 13    | 1     |
| Union Omaha Estados Unidos         | 3.ª           | 2021          | 30    | 7     | 0                | 0                | —                     | —                     | 30    | 7     |
| Union Omaha Estados Unidos         | Total club    | Total club    | 43    | 8     | 0                | 0                | 0                     | 0                     | 43    | 8     |
| Sacramento Republic Estados Unidos | 2.ª           | 2022          | 30    | 3     | 7                | 1                | —                     | —                     | 37    | 4     |
| Sacramento Republic Estados Unidos | 2.ª           | 2023          | 12    | 2     | 0                | 0                | —                     | —                     | 12    | 2     |
| Sacramento Republic Estados Unidos | Total club    | Total club    | 42    | 5     | 7                | 1                | 0                     | 0                     | 49    | 6     |
| Total carrera                      | Total carrera | Total carrera | 85    | 13    | 7                | 1                | 0                     | 0                     | 92    | 14    |

## Palmarés

### Títulos nacionales
| Título         | Club        | País           | Año  |
| -------------- | ----------- | -------------- | ---- |
| USL League One | Union Omaha | Estados Unidos | 2021 |